# 宏都拉斯交通
本篇为洪都拉斯交通相关的概况。

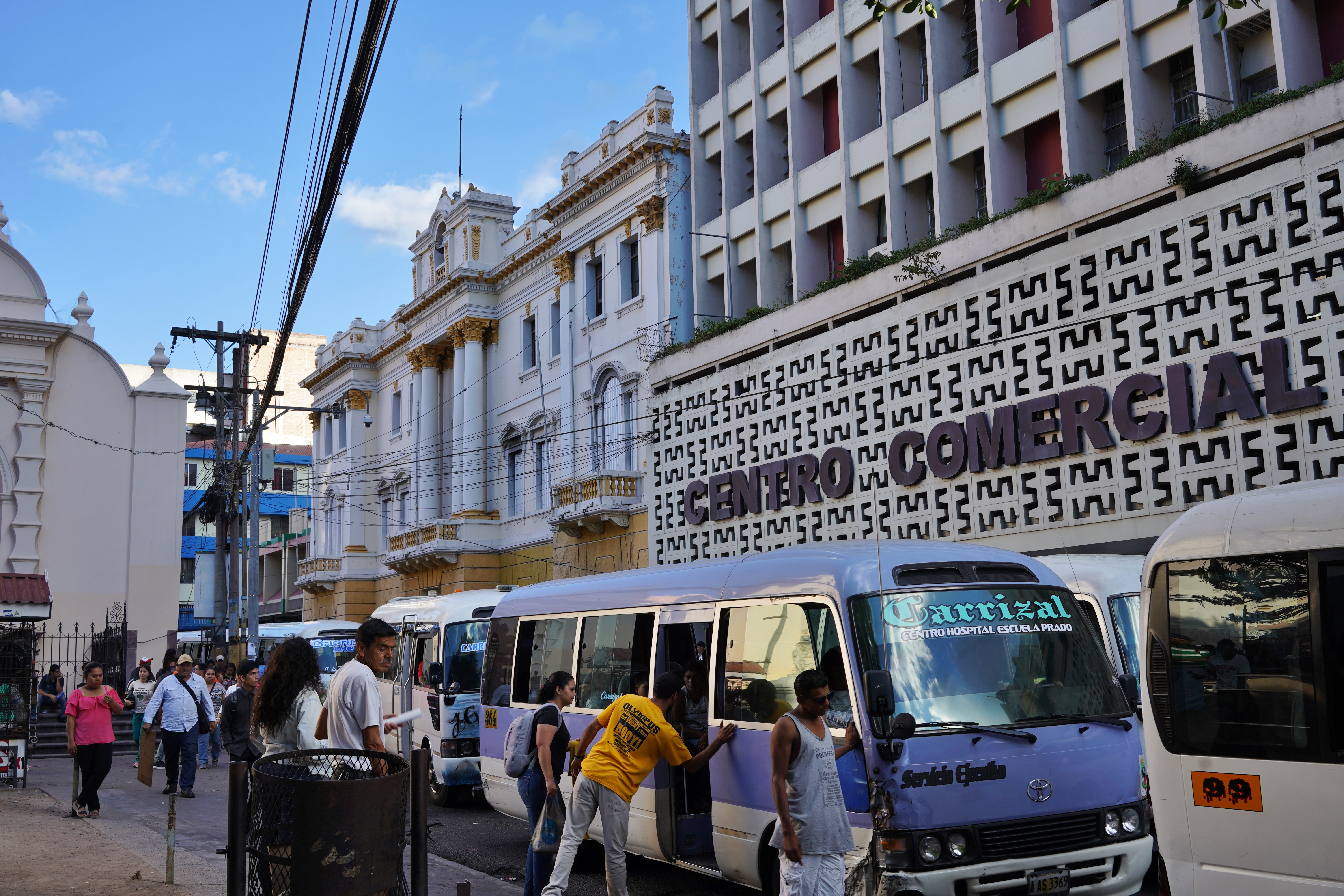
德古西加巴的公交车

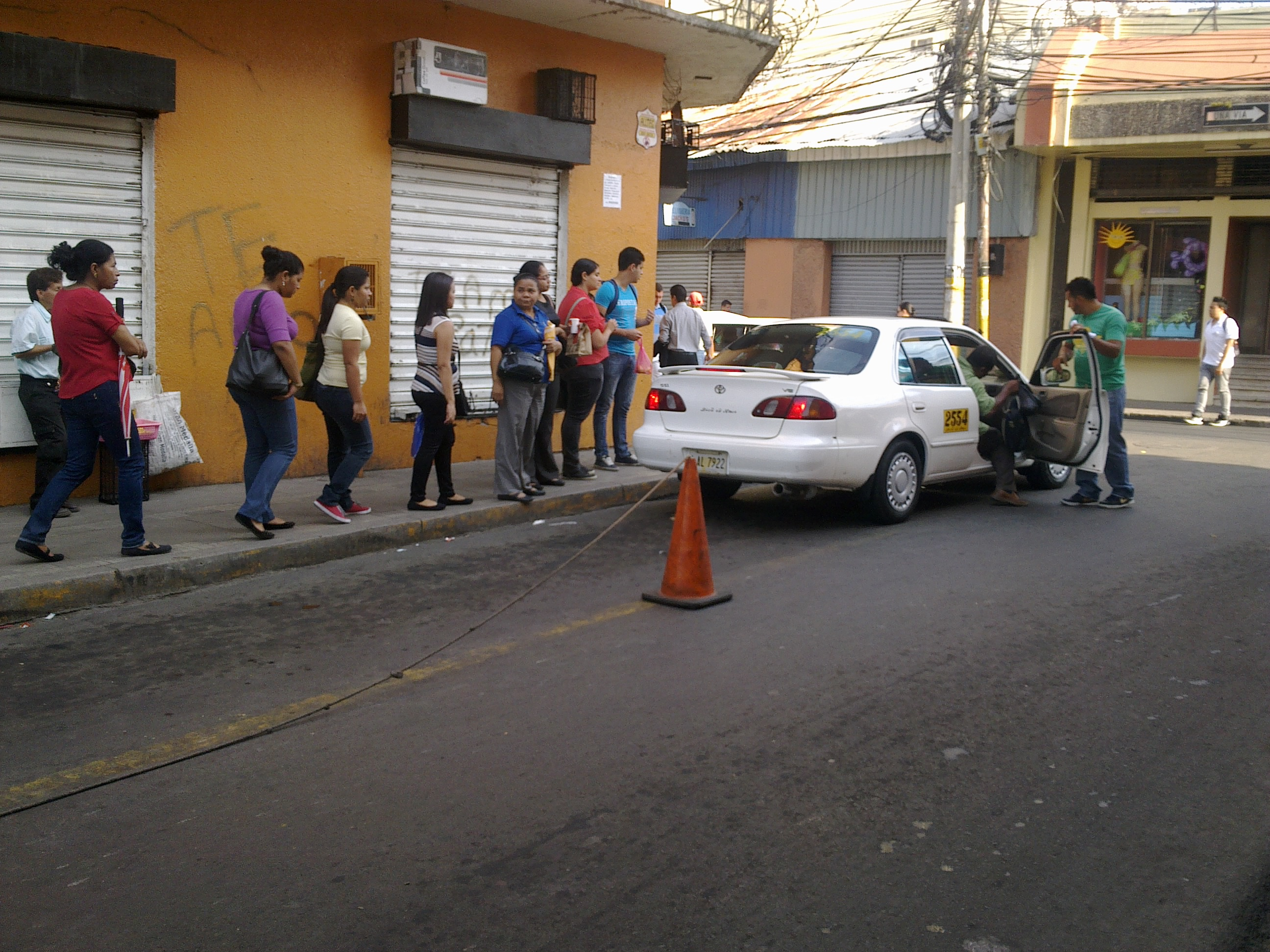
德古西加巴的计程车

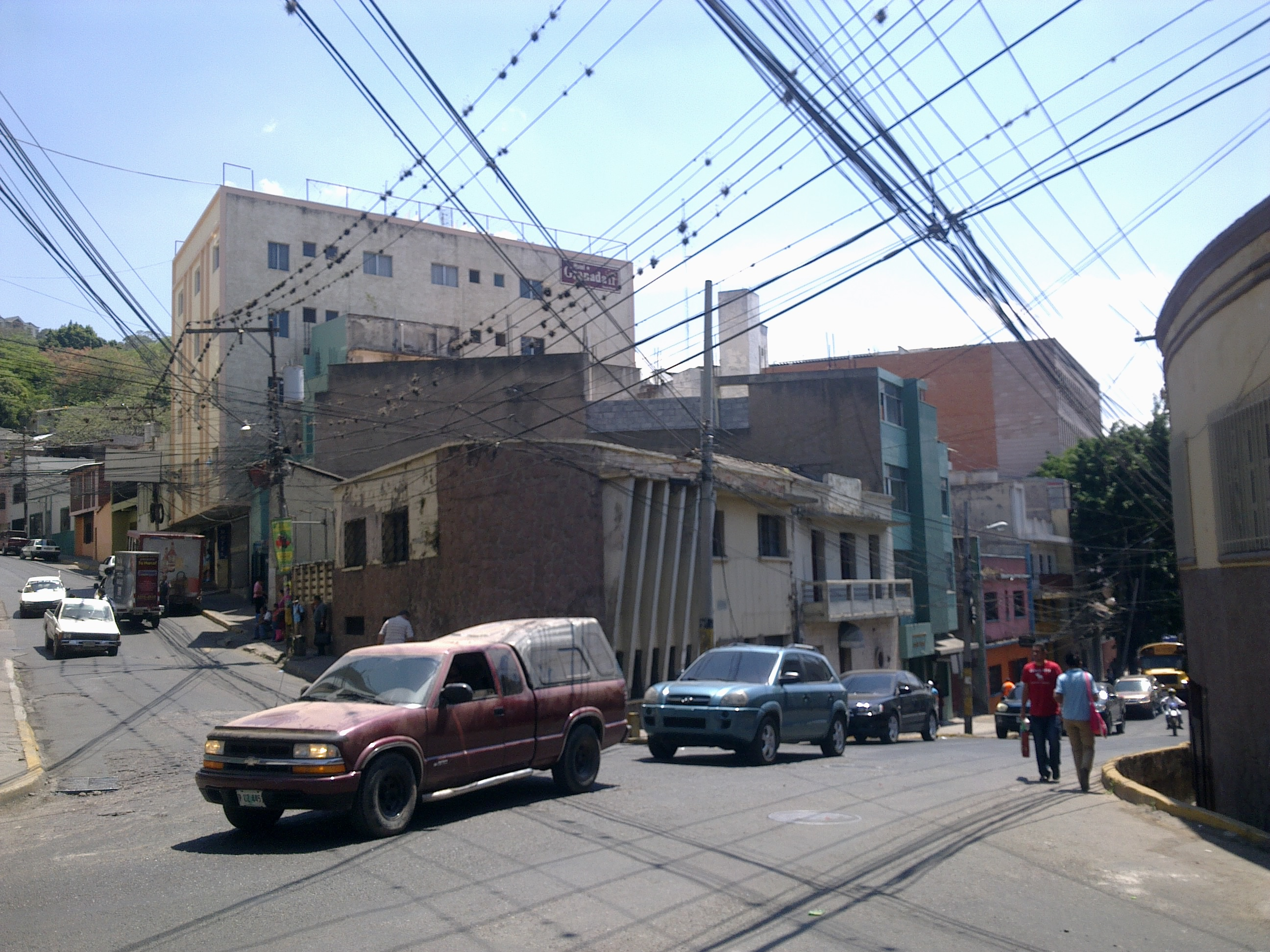
德古西加巴市内的街道。

在殖民地時期，当时属于新西班牙殖民地一部分的洪都拉斯在西班牙殖民者的管理下修建了陆路和海运航线。洪都拉斯獨立後，道路网得到拓展，新的海运航线和空中航線也得以建立。

## 公路运输

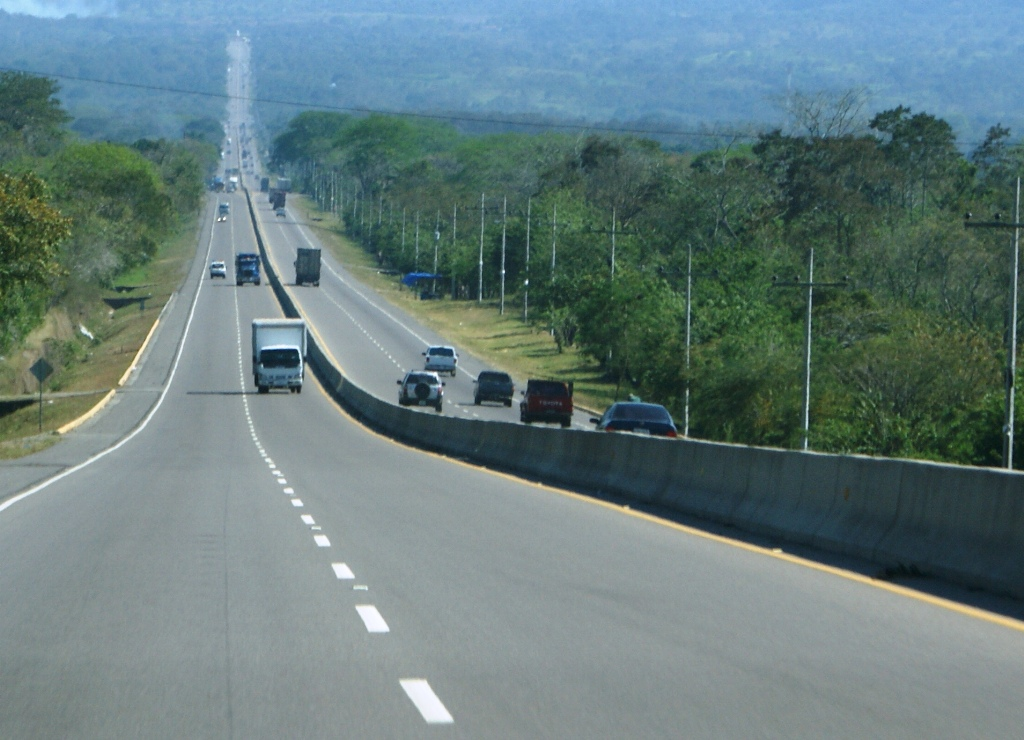
洪都拉斯的一条国道

洪都拉斯公路系統由洪都拉斯公共工程、交通和住房部的公路总局管理，該總局負責規劃道路工程的建設和修復項目，來自國家。洪都拉斯擁有15400多公里的道路。但是直到1999年，僅有3,126千米的公路是铺面公路，其余多为土路。
最主要的干线公路是连接加勒比海岸科爾特斯港、洪都拉斯第二大城市聖佩德羅蘇拉、首都特古西加爾巴以及該國南部的納考梅、喬盧特卡的CA5公路。泛美公路CA1也穿過洪都拉斯南部。
洪都拉斯的长途公交车多由报废的美国、加拿大的校车改装而成，也有部分是使用現代空調的原装进口公交車。

## 铁路运输

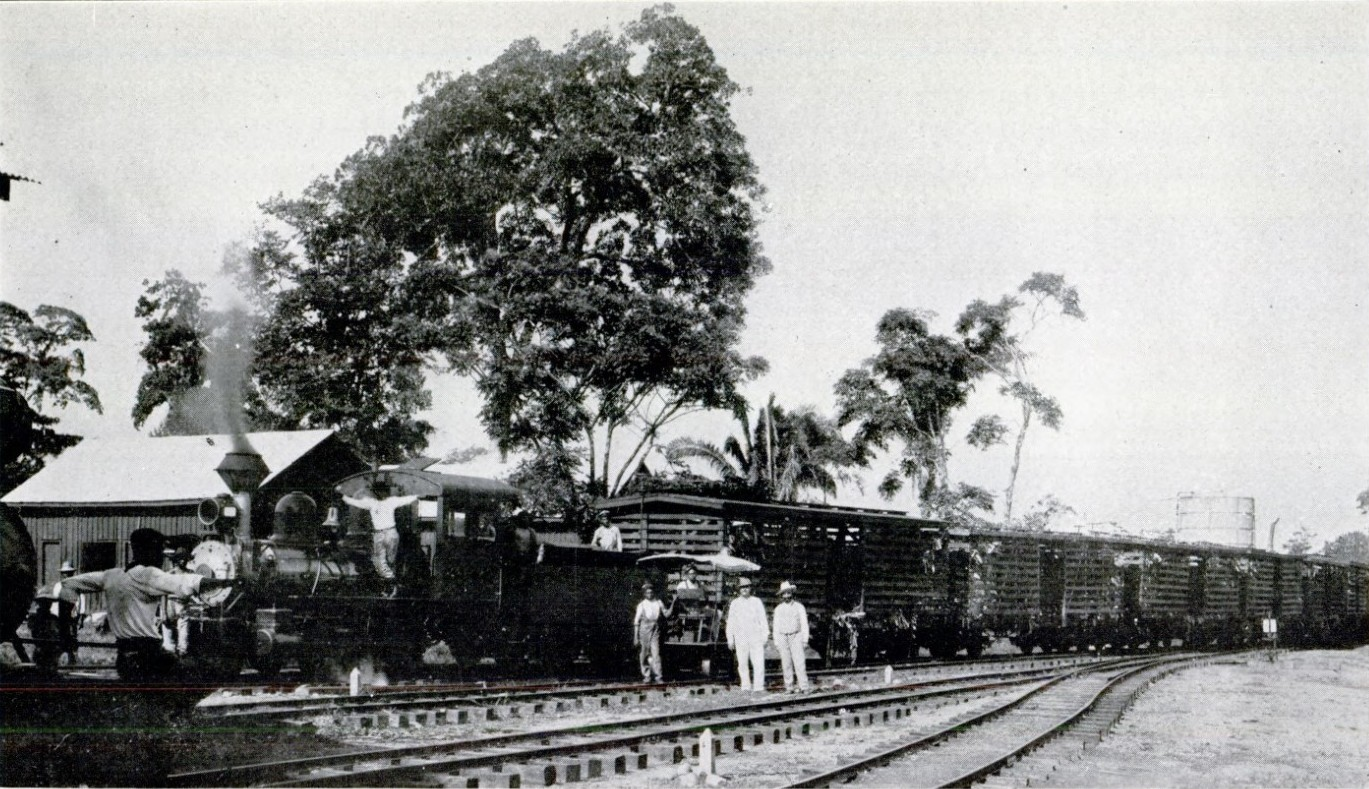
都樂食品公司在洪都拉斯修建的铁路。

总长785千米。19世纪末20世纪初“香蕉共和国”时代在洪都拉斯修建的铁路线集中在北部沿海地区，主要为香蕉和甘蔗专用运输线。該系統多为窄轨铁路，使用1,067毫米或914毫米的軌距。
1983年，洪都拉斯政府對都樂食品公司的私有鐵路系統進行了國有化，並更名為洪都拉斯國家鐵路（FNH）。另外，金吉達品牌國際的子公司特拉铁路公司在洪都拉斯也擁有190公里的铁路线。

## 内河航运
洪都拉斯有465千米的河道适合小型船舶行驶，这些河流主要分布在该国北部。

## 海运

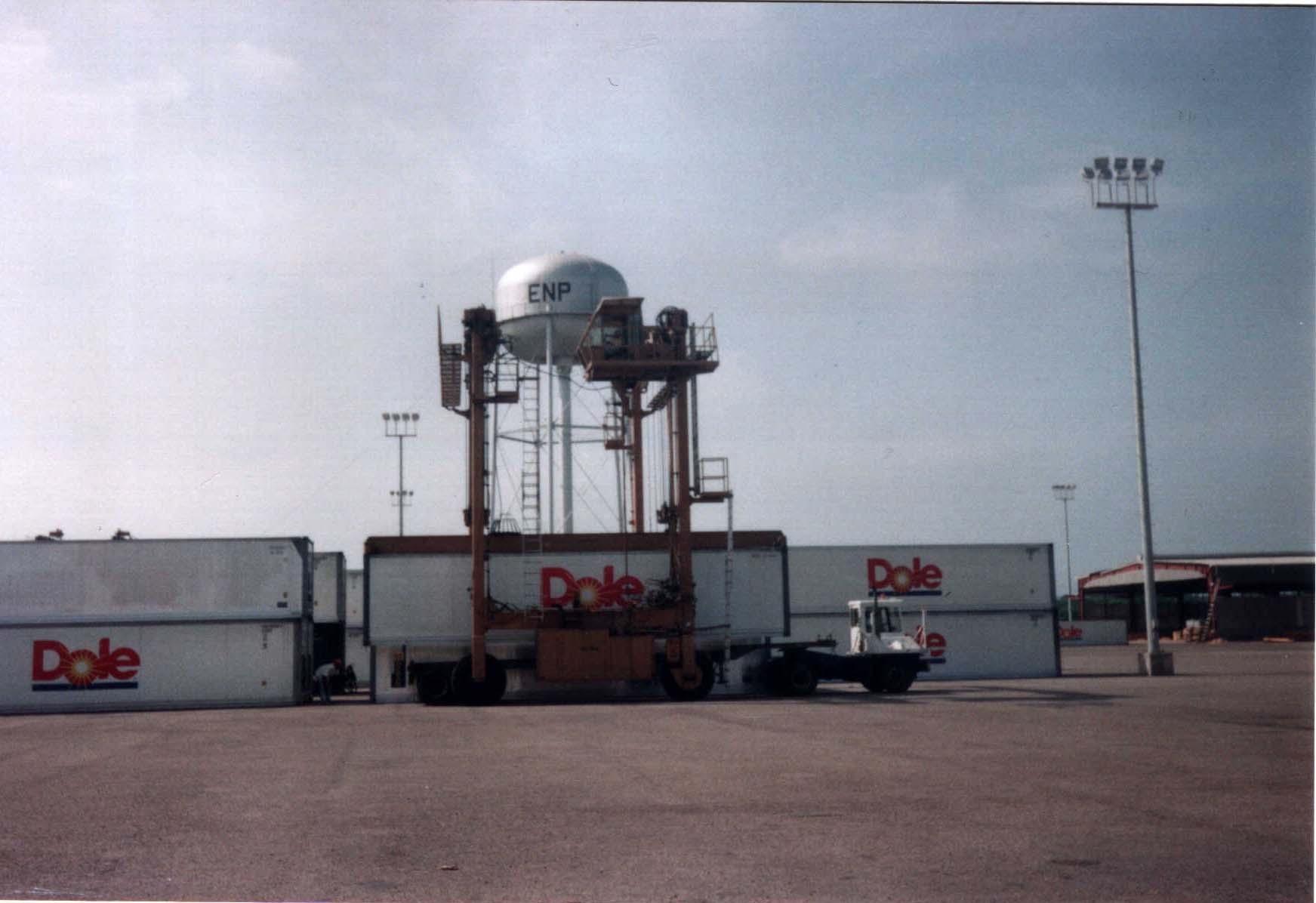
卡斯蒂利亚港內的都樂食品公司的香蕉货柜。

洪都拉斯在加勒比海沿岸有科尔特斯港、拉塞瓦、特拉、卡斯蒂利亚港等海港，圣洛伦索则是太平洋沿岸最主要的海港，也是權宜船旗港。洪都拉斯商船队有轮船306艘。
其中，科爾特斯港是洪都拉斯最重要的港口，拥有该国最現代化的港口設施，洪都拉斯大部分大宗货物都经由该港口输往海外，另外，由於地理位置的緣故，它也是集裝箱安全倡議（Container Security Initiative）和安全貨運倡議（SFI）认可的三個拉丁美洲的港口之一。
拉塞瓦、特拉等海港则是洪都拉斯最主要的邮轮港。

## 航空运输

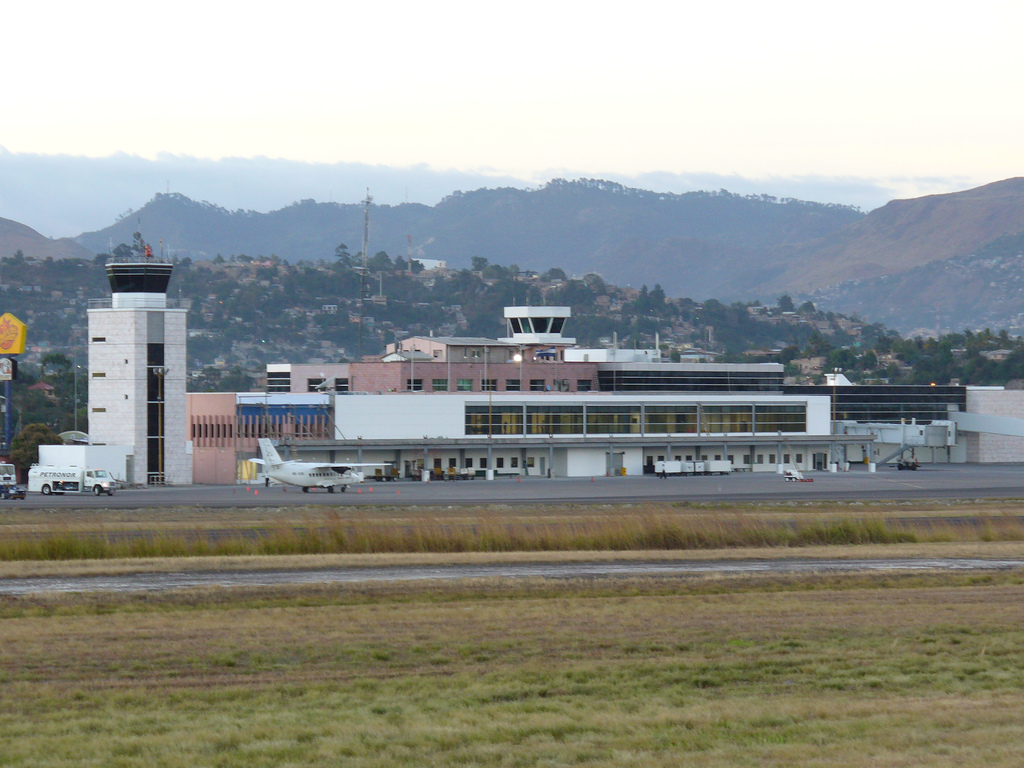
德古西加巴的通康丁國際機場

宏都拉斯有兩大主要國際機場，分別為德古西加巴的通康丁國際機場與汕埠的拉蒙·比列達·莫拉萊斯國際機場。此外，在罗阿坦岛、拉塞瓦、特拉等城市也有机场。 

## 相关参见
- 洪都拉斯